# Seznam angleških nogometašev
Seznam angleških nogometašev.

## A
- Nathan Abbey
- Gary Ablett
- Tony Adams
- Jimmy Adamson
- Colin Addison
- Dele Adebola
- Trent Alexander-Arnold
- Sam Allardyce
- Clive Allen
- Martin Allen
- Darren Anderton
- Wayne Andrews
- Brett Angell
- Stevland Angus
- Carl Asaba
- Lee Ashcroft
- Chuba Akpom

## B
- Dennis Bailey
- Leighton Baines
- Joe Baker
- Alan Ball
- Gordon Banks
- Anthony Barness
- Graham Barrow
- Gareth Barry
- Joey Barton
- David Batty
- Peter Beagrie
- Dave Beasant
- Jason Beckford
- David Beckham
- Darren Bent
- Marlon Beresford
- Andy Bishop
- Stan Bowles
- Gary Brabin
- Graham Branch
- Michael Branch
- Wayne Bridge
- Drewe Broughton
- Gareth Barry
- Wes Brown

## C
- Gary Cahill
- Sol Campbell
- Scott Carson
- Franz Carr
- Jamie Carragher
- Michael Carrick
- Andy Carroll
- Sir Bobby Charlton
- Jack Charlton
- Ashley Cole
- Joe Cole
- Terry Cooke
- Paul Crichton
- Peter Crouch

## D
- Kevin Davies
- Michael Dawson
- Jermain Defoe
- Stewart Downing
- Sean Dyche
- Kieron Dyer

## E
- Nicky Eaden
- Adam Eckersley
- Nathan Ellington

## F
- Rio Ferdinand
- Ben Foster
- Paul Futcher

## G
- Paul Gascoigne
- Steven Gerrard
- Colin Greenall
- Jonathan Greening

## H
- Fitz Hall
- Mick Harford
- Owen Hargreaves
- Jon Harley
- Joe Hart
- Barry Hayles
- Emile Heskey
- Justin Hoyte
- Geoff Horsfield
- Tom Huddlestone
- Emlyn Hughes
- Sir Geoff Hurst
- Emile Heskey

## J
- Matt Jackson
- Phil Jagielka
- David James
- Jermaine Jenas
- Adam Johnson
- Andrew Johnson
- Glen Johnson
- Phil Jones

## K
- Harry Kane
- Kevin Keegan
- Martin Keown
- Zat Knight

## L
- Frank Lampard
- Aaron Lennon
- Joleon Lescott
- Gary Lineker

## M
- Nigel Martyn
- Steve McManaman
- James Milner
- Bobby Moore
- Paul Moulden

## N
- Gary Neville
- Phil Neville
- Lee Naylor

## O
- Michael Owen
- Alex Oxlade-Chamberlain

## P
- Gary Pallister
- Alan Pardew
- Scott Parker
- Ray Parlour
- Darren Peacock
- Fred Pentland
- Martin Peters
- Kevin Phillips
- David Platt
- Cyril Poole

## R
- Alf Ramsey
- Jamie Redknapp
- Peter Reid
- Mark Robins
- Paul Robinson
- Bobby Robson
- Bryan Robson
- David Rocastle
- Wayne Rooney

## S
- Graeme Le Saux
- Paul Scholes
- David Seaman
- Alan Shearer
- Peter Shilton
- Danny Simpson
- Chris Smalling
- Alan Smith
- Ryan Smith
- John Spicer
- Raheem Sterling
- Kevin Stewart
- Paul Stewart
- Nobby Stiles
- Alec Stock
- David Stockdale
- Daniel Sturridge

## T
- John Terry
- Jerome Thomas

## U
- Matthew Upson

## V
- Jamie Vardy

## W
- Theo Walcott
- Stephen Warnock
- Danny Welbeck
- Jack Wilshere
- Vivian Woodward
- Ian Wright
- Shaun Wright-Phillips

## Y
- Ashley Young
- Stuart Young

## Z
- Bobby Zamora